# Defense Security Cooperation Agency

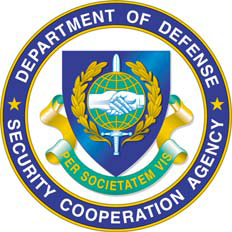
Emblema della DSCA - Defense Security Cooperation Agency

La Defense Security Cooperation Agency (in italiano Agenzia della Difesa per la Sicurezza e la Cooperazione) è un'agenzia governativa statunitense dipendente dal Dipartimento della Difesa (DoD); la sede centrale della agenzia è al Pentagono.
Gli indirizzi politici delle attività della DSCA dipendono dal Dipartimento di Stato, mentre per tutto il resto dipendono dal Dipartimento della Difesa. Molti attaché militari e specialisti di sicurezza nelle ambasciate statunitensi nel mondo lavorano anche per la DSCA.

## Foreign Military Sales – Vendite Militari Estere
Il compito principale della DCSA è quello di effettuare le vendite militari attraverso il sistema delle Foreign Military Sales.
Per gli Stati Uniti, infatti, ci sono due modi legali di effettuare una vendita di armi e sistemi d´arma a un paese straniero. Il primo è noto col nome di Direct Commercial Sale (vendita commerciale diretta). La vendita è conclusa direttamente dall'azienda americana allo stato straniero.

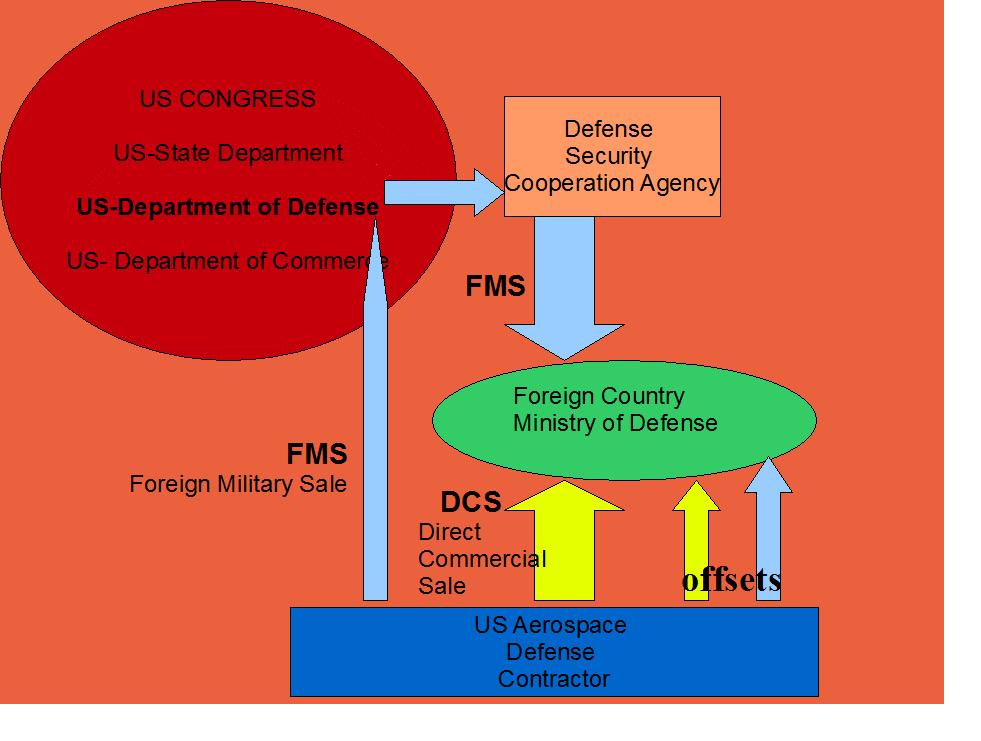
Vendite attraverso DSCA (FMS) e Vendite Commerciali Dirette

La seconda via è quella che prevede l'operato della DSCA e viene detta Foreign Military Sale, (vendita militare straniera). Si tratta di un'operazione diretta tra due stati. Le vendite militari estere sono vendite indirette di sistemi militari prodotti da una o più aziende USA o di sistemi militari di seconda mano e dismessi, appartenenti al Dipartimento della Difesa. La DSCA agisce, in questi casi, come mediatore e procacciatore di affari nelle vendite a stati stranieri. L'attività si svolge su una base non-profit, ma con l'aggiunta di una percentuale del 3,8%, applicata al valore totale dei sistemi ceduti e che è dovuta per il servizio reso a rimborso dei costi sostenuti dall'agenzia. Assumendo che la DSCA gestisca vendite militari estere per 30-40 miliardi di dollari all'anno, i costi e i ricavi della DCSA sono di circa 1,5 miliardi di dollari all'anno. Secondo i dati più recenti pubblicati la DSCA ha venduto nel 2009 sistemi per 36 miliardi di dollari, ha 723 assistenti in 123 paesi (prevalentemente militari) e ha un portafoglio di ordini da confermare per quasi 300 miliardi di dollari.
Tra altre attività minori vi sono l'assistenza umanitaria di circa 100 milioni di dollari, incluso lo sminamento e il finanziamento di centri di studio per la sicurezza, per altri 100 milioni di dollari.
Associato alla FMS vi è anche l'addestramento all'uso delle tecnologie vendute, insieme alle forze armate degli Stati Uniti. La DSCA afferma di avere addestrato nel 2009, 49000 soldati stranieri di 117 paesi diversi.

## Foreign Military Financing (FMF) – Finanziamenti Militari Esteri
La DSCA gestisce anche il United States Foreign Military Financing, che spesso viene confuso, da non addetti ai lavori, con le FMS. La concessione dell'FMF viene deciso a stretto contatto con un ufficio del Dipartimento di Stato.
Il FMF sta alla compravendita d'armi come un leasing bancario sta alla compravendita di un'automobile. Lo stato americano in alcuni casi finanzia un paese straniero per comprare armi made in U.S.A. Nel 2008 questo programma è stato di poco più di 4 miliardi di dollari in finanziamenti; Israele ha ricevuto più di metà del budget delle FMF, seguito da Egitto e Pakistan.
Attraverso la DCSA vengono organizzati anche l'addestramento di forze militari straniere con le truppe statunitensi, e qualche altro programma di cooperazione militare minore.

## Posizione della DSCA sugli Offset Agreement
La posizione della DSCA sugli offset, contratti collaterali alla vendita/acquisto delle armi, è quella ufficiale del Governo degli Stati Uniti.
Nessun offset (Partecipazione Industriale Militare) può essere negoziato o offerto dalla DSCA al paese estero acquirente di armamenti americani.
LA DSCA non vuole avere niente a che fare con gli accordi di offset tra stati straniere e aziende americane. Come spiega nei suoi manuali per la FMS, l'offset agreement può essere incluso nel prezzo, non specificato, che viene fatturato dalla DSCA allo stato straniero. Se lo stato straniero richiedesse l'articolazione del prezzo fatturato (costi di fornitura militare – costi di offset), deve rivolgersi all'azienda privata americana associata alla vendita via FMS. In altri termini, la DSCA mantiene la posizione ufficiale di non conoscere alcun offset associato contrattualmente alla vendita.
Nel caso che la FMS sia finanziata con FMF allora, come specificato nel contratto di finanziamento, ogni offset è specificamente proibito, non solo ufficialmente ignorato.

## Esempi di FMS gestiti dalla DSCA

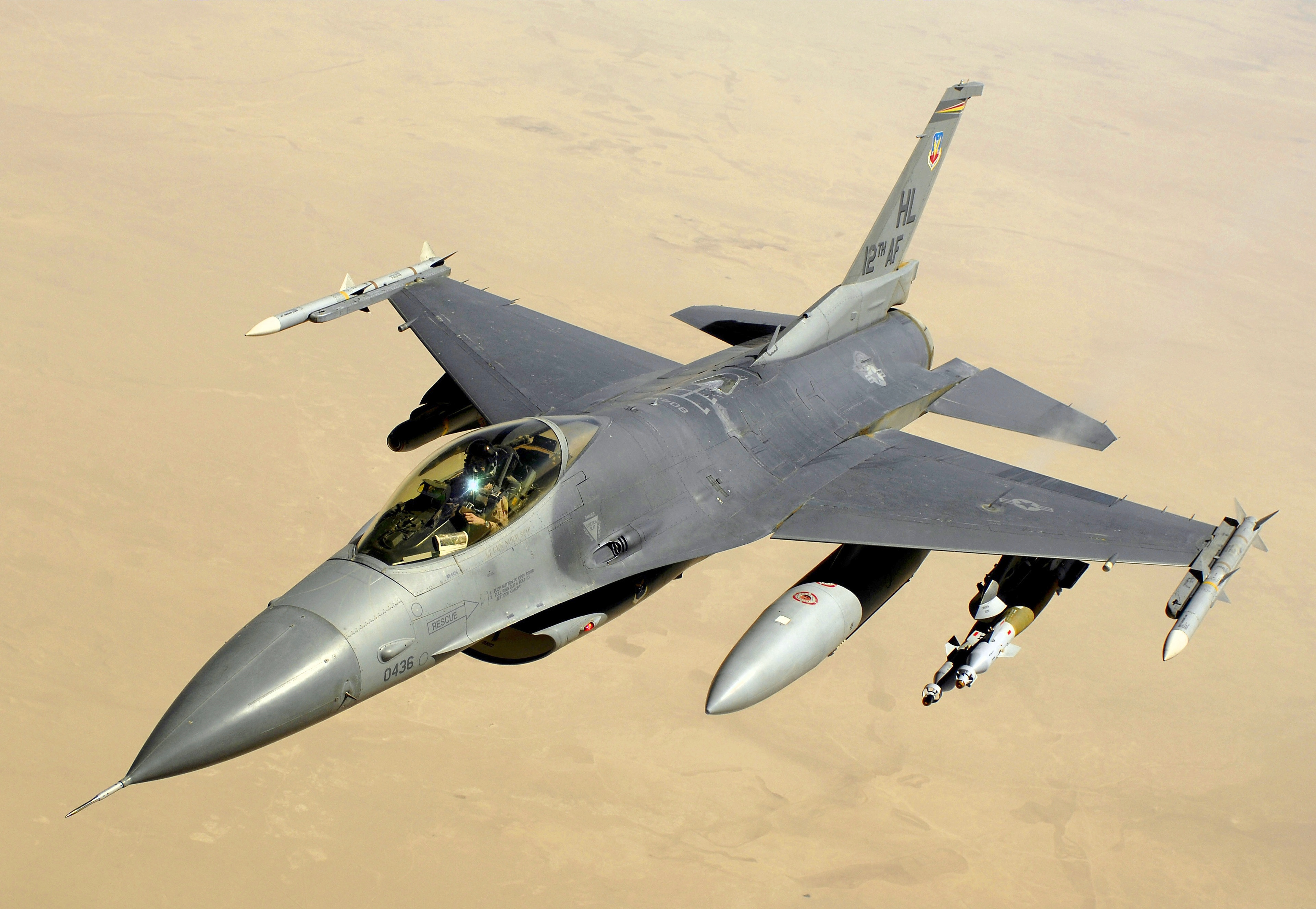
F-16 - Falcon Fighter

Uno degli esempi più chiari di FMS gestiti da DSCA riguarda gli F-16 (Falcon Fighter) a paesi stranieri. Per indicare la natura delle vendita (fatta dalla DSCA) la tabella di queste numerose vendite ha come codice la ¨Peace¨ che indica la natura FMS della vendita (la rilevante vendita di F-16 tra il 2003 e il 2006 agli Emirati Arabi Uniti non è stata gestita da DSCA)
| Nome Programma -      | Paese         | Consegna  | Numero e tipo di F-16                                                    | Note                                                 |
| Peace A'sama A'safiya | Oman          | 2005–2006 | (12) 8 F-16C-50 (Adv.), 4 F-16D-50 (Adv.)                                | “A'sama A'safiya” significa “Cieli puliti”.          |
| Peace Atlantis I      | Portogallo    | 1994      | (20) 17 F-16A-15OCU, 3 F-16B-15OCU                                       |                                                      |
| Peace Atlantis II     | Portogallo    | 1999      | (25) 21 F-16A-15, 4 F-16B-15                                             | 5 F-16As a pezzi per parti di ricambio. MLU          |
| Peace Bima-Sena       | Indonesia     | 1989–1990 | (12) 8 F-16A-15OCU, 4 F-16B-15OCU                                        |                                                      |
| Peace Bridge I        | Corea del Sud | 1986–1992 | (40) 30 F-16C-32, 10 F-16D-32                                            |                                                      |
| Peace Bridge II       | Corea del Sud | 1994–2000 | (120) 80 F-16C-52, 40 F-16D-52                                           | Licenza di Produzione, Korea Fighter Program (KFP).  |
| Peace Bridge III      | Corea del Sud | 2003–2004 | (20) 14 F-16C-52, 6 F-16D-52                                             | Licenza di Produzione, Korea Fighter Program (KFP).  |
| Peace Carvin I        | Singapore     | 1988      | (8) 4 F-16A-15OCU, 4 F-16B-15OCU                                         |                                                      |
| Peace Carvin II       | Singapore     | 1998      | (18) 8 F-16C-52, 10 F-16D-52                                             |                                                      |
| Peace Carvin III      | Singapore     | 2000–2002 | (12) 10 F-16C-52, 2 F-16D-52                                             |                                                      |
| Peace Carvin IV       | Singapore     | 2003–2004 | (20) 20 F-16D-52                                                         |                                                      |
| Peace Caesar          | Italia        | 2003–2004 | (34) 26 F-16A-15ADF, 4 F-16B-15ADF, 4 F-16A/B-5/10                       | 10 anni di affitto di un surplus di aerei della USAF |
| Peace Crown I         | Bahrain       | 1990      | (12) 8 F-16C-40, 4 F-16D-40                                              |                                                      |
| Peace Crown II        | Bahrain       | 2000      | (10) 10 F-16C-40                                                         |                                                      |
| Peace Delta           | Venezuela     | 1982–1984 | (24) 18 F-16A-15, 6 F-16B-15                                             |                                                      |
| Peace Falcon I        | Jordan        | 1997–1998 | (16) 12 F-16A-15ADF, 4 F-16B-15ADF                                       |                                                      |
| Peace Falcon II       | Giordania     | 2003      | (17) 12 [7+9?] F-16A-15ADF, 5 [1?] F-16B-15ADF                           |                                                      |
| Peace Fenghuang       | Taiwan        | 1997–2001 | (150) 120 F-16A-20, 30 F-16B-20                                          |                                                      |
| Peace Gate I          | Pakistan      | 1983      | (6) 2 F-16A-15, 4 F-16B-15                                               |                                                      |
| Peace Gate II         | Pakistan      | 1983–1987 | (34) 26 F-16A-15, 8 F-16B-15                                             |                                                      |
| Peace Gate III        | Pakistan      | Embargoed | (11) 6 F-16A-15OCU, 5 F-16B-15OCU                                        | Sbloccato l'embargo 2010                             |
| Peace Gate IV         | Pakistan      | Embargoed | (60) 48 F-16A-15OCU, 12 F-16B-15OCU                                      |                                                      |
| Peace Gate V          | Pakistan      | 1983–1987 | (34) 26 F-16A-15, 8 F-16B-15                                             |                                                      |
| Peace Marble I        | Israele       | 1980–1981 | (75) 18 F-16A-5, 8 F-16B-5, 40 F-16A-10, 9 F-16A-15                      |                                                      |
| Peace Marble II       | Israele       | 1986–1988 | (75) 51 F-16C-30, 24 F-16D-30                                            |                                                      |
| Peace Marble III      | Israele       | 1991–1993 | (60) 30 F-16C-30, 30 F-16D-30                                            |                                                      |
| Peace Marble IV       | Israele       | 1994      | (50) 3 F-16A-1, 2 F-16B-1, 1 F-16A-5, 7 F-16B-5, 32 F-16A-10, 5 F-16B-10 |                                                      |
| Peace Marble V        | Israele       | 2004–2009 | (102) 102 F-16D-52                                                       |                                                      |
| Peace Naresuan I      | Thailandia    | 1988      | (12) 8 F-16A-15OCU, 4 F-16B-15OCU                                        |                                                      |
| Peace Naresuan II     | Thailandia    | 1990–1991 | (6) 6 F-16A-15OCU                                                        |                                                      |
| Peace Naresuan III    | Thailandia    | 1995–1996 | (18) 12 F-16A-15OCU, 6 F-16B-15OCU                                       |                                                      |
| Peace Naresuan IV     | Thailandia    | 2002–2003 | (18) 15 F-16A-15ADF, 1 F-16B-15ADF, 2 F-16A-10OCU                        |                                                      |
| Peace Onyx I          | Turchia       | 1987–1995 | (160) 34 F-16C-30, 9 F-16D-30, 102 F-16C-40, 15 F-16D-40                 |                                                      |
| Peace Onyx II         | Turchia       | 1996–1997 | (40) 34 F-16C-50, 6 F-16D-50                                             |                                                      |
| Peace Onyx III        | Turchia       | 1998–1999 | (40) 26 F-16C-50, 14 F-16D-50                                            |                                                      |
| Peace Onyx IV         | Turchia       | 2010–2011 | (30) 16 F16-C-50+, 14 F16-D-50+                                          |                                                      |
| Peace Sky             | Polonia       | 2006–2009 | (48) 36 F-16C-52, 12 F-16D-52                                            |                                                      |
| Peace Vector I        | Egitto        | 1982–1985 | (42) 34 F-16A-15, 8 F-16B-15                                             |                                                      |
| Peace Vector II       | Egitto        | 1986–1988 | (40) 34 F-16C-32, 6 F-16D-32                                             |                                                      |
| Peace Vector III      | Egitto        | 1991–1995 | (47) 35 F-16C-40, 12 F-16D-40                                            |                                                      |
| Peace Vector IV       | Egitto        | 1994–1995 | (46) 34 F-16C-40, 12 F-16D-40                                            |                                                      |
| Peace Vector V        | Egitto        | 1999–2000 | (21) 21 F-16C-40                                                         |                                                      |
| Peace Vector VI       | Egitto        | 2001–2002 | (24) 12 F-16C-40, 12 F-16D-40                                            |                                                      |
| Peace Xenia I         | Grecia        | 1989–1990 | (40) 34 F-16C-30, 6 F-16D-30                                             |                                                      |
| Peace Xenia II        | Grecia        | 1997–1998 | (40) 32 F-16C-50, 8 F-16D-50                                             |                                                      |
| Peace Xenia III       | Grecia        | 2002–2004 | (60) 40 F-16C-52, 20 F-16D-52                                            |                                                      |
| Peace Xenia IV        | Grecia        | 2009–2010 | (30) 20 F-16C-52, 10 F-16D-52                                            |                                                      |

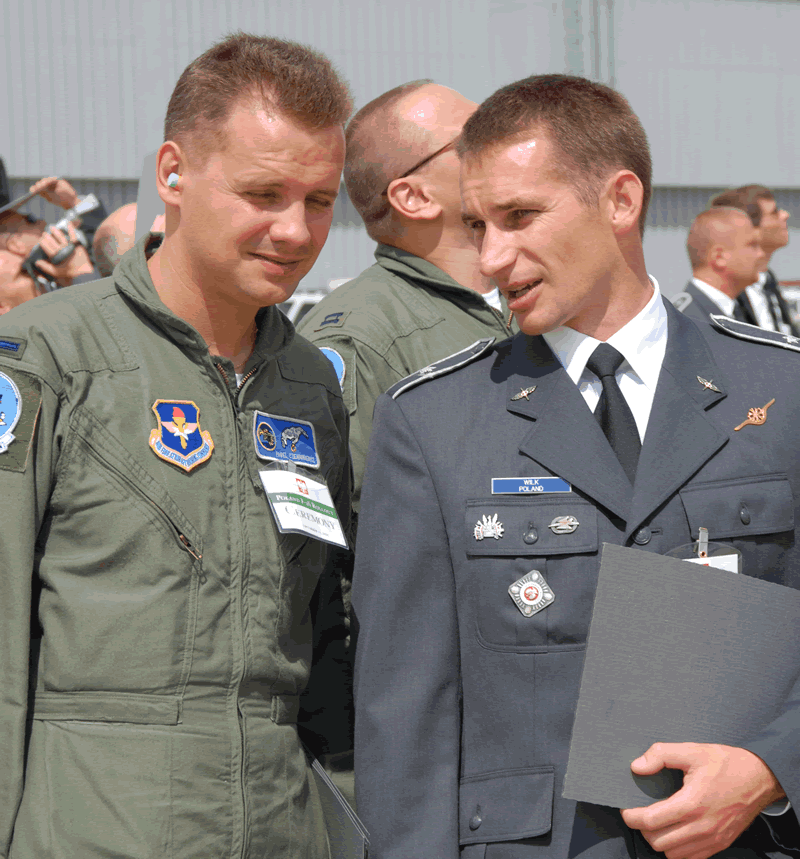
Militari polacchi e statunitensi agli stabilimenti di Lockheed Martin - Peace Sky - 2006

Per avere un'idea sommaria del valore economico di queste vendite fatte dalla DSCA si noti che il Peace Caesar, il programma di noleggio di vecchi F-16 dismessi dalla Guardia Nazionale per 10 anni fatto all'Italia (in servizio in Italia fino al 2012), è costato più di un miliardo di euro (incluso l'offset della Lockheed Martin), con 38 milioni di euro di commissione di agenzia per la DSCA.
Uno dei programmi più recenti, gestiti dalla DSCA per gli F-16, è quello della Polonia, con un'obbligazione offset della Lockheed Martin di oltre 6 miliardi di dollari.
Un programma di FMS alla Romania, della serie FMS Peace, è stato notificato dalla DSCA nel 2008. Si tratta di una FMS di F-16 di circa 4,5 miliardi di dollari. Nel 2010 il governo romeno ha approvato l'acquisto, nonostante le proteste delle aziende europee in competizione per la stessa commessa. Sulla vendita della DSCA ed in subordine della Lockheed Martin pesano argomenti politici e una lista di offerte collaterali (cioè gli offset) non disponibili allo stesso Parlamento per verificare la correttezza della assegnazione. L'accettazione del governo romeno è condizionata alla discussione e alla eventuale approvazione parlamentare di questa rilevante FMS.